# Paszomány

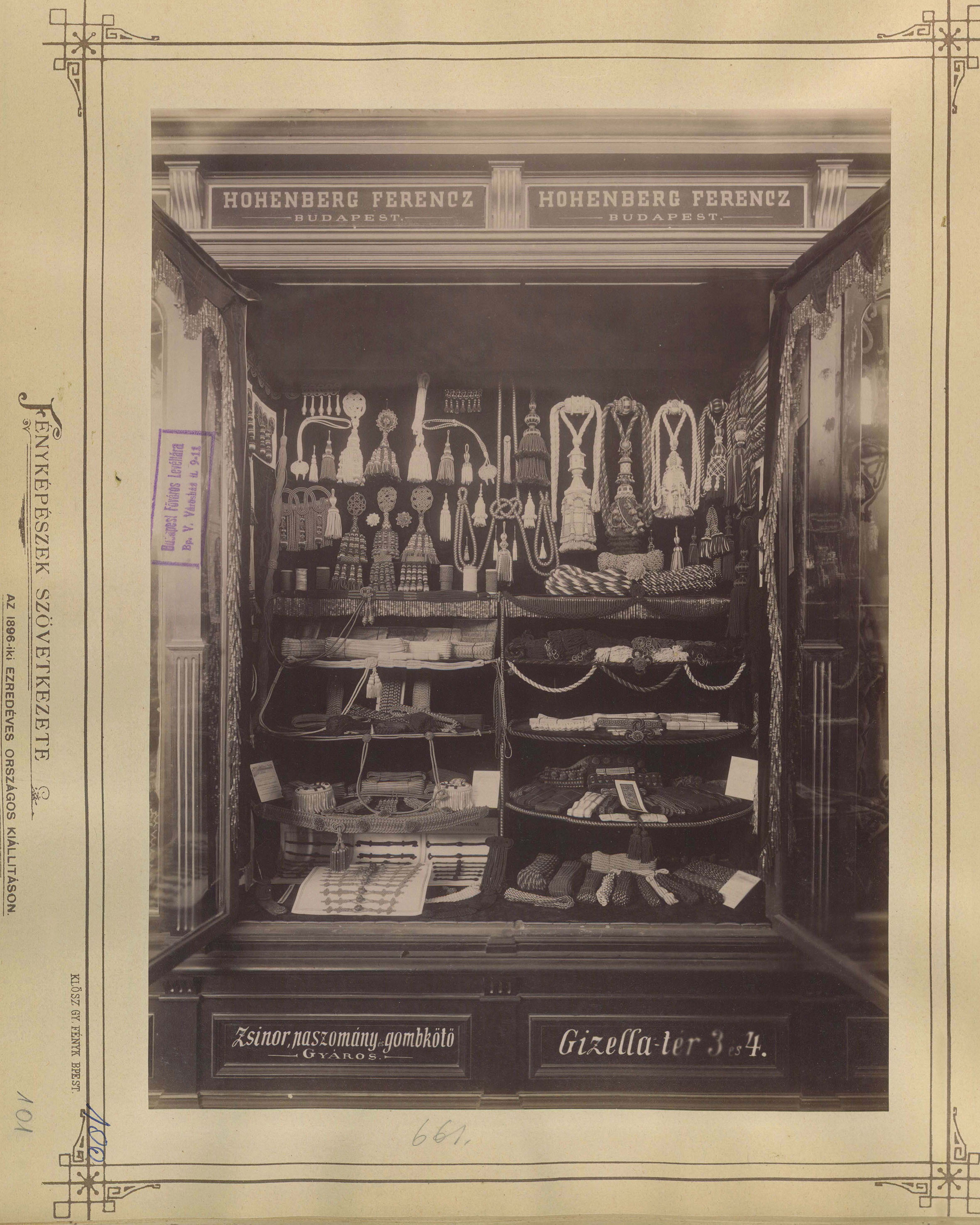
Hohenberg Ferenc Zsinór, Paszomány és Gömbkötő gyáros vitrinje. A felvétel 1896-ban készült

Paszomány (régiesen paszománt): arany-, ezüst- vagy selyemszálakból készített lapos szalag, zsinór vagy más alakok, amelyeket díszítésül öltönyökre szoktak felvarrni. A paszomány-díszítésekről különösen híres a magyar főúri díszruha, a mente és nadrág, amely néha igen míves cifrázatú paszománnyal volt felékesítve. A paszományok 1–2 cm szélesek, mintásak vagy minta nélküliek, a ruházat és a brokátokkal, bársonyokkal bevont bútorok díszítésére szolgálnak. A paraszti viseletben a selyem- és bársonyszoknyák, blúzok, mellények paszományozása a 19. – 20. században volt divatos.
Az első magyarországi paszományos céh Lőcsén alakult 1492-ben.